# Shawn Milne
Shawn Milne (Gloucester, 9 november 1981) is een Amerikaans wielrenner en veldrijder. Milnes grootste overwinningen als profwielrenner zijn de Univest Grand Prix in 2006 en het eindklassement van de Ronde van Taiwan in 2007.
Als veldrijder heeft Milne geen professionele overwinningen behaald.

## Belangrijkste overwinningen
2004
6e etappe Ronde van Lleida
2006
Univest GP
2007
1e etappe Ronde van Taiwan
Eindklassement Ronde van Taiwan
2008
5e etappe Ronde van Taiwan
2009
U.S. Air Force Cycling Classic